# مدل نوردیک
مدل نوردیک شامل سیاست‌های اجتماعی و سیاسی و شیوه‌های رایج فرهنگی در کشورهای موسوم به اسکاندیناوی (دانمارک، سوئد، فنلاند، نروژ، ایسلند) است. این سیاست شامل دولت رفاهی جامع و همراه با چانه‌زنی جمعی است. بر پایۀ اقتصاد شراکتی و تعهد به مالکیت خصوصی مبتنی بر بازار. البته نروژ به دلیل تعداد زیاد شرکت‌های دولتی و مالکیت دولتی در شرکت‌های سهامی عام یک استثنا در سطح اروپاست.
اگرچه بین این کشورها تفاوت قابل توجهی وجود دارد. آن‌ها ویژگی‌هایی مشترک دارند؛ سه تا از آنها پادشاهی هستند ولی دو تا از آن‌ها یعنی فنلاند و ایسلند جمهوری هستند. با این حال همۀ کشورهای نامبرده به عنوان بسیار دموکراتیک دسته‌بندی می‌شوند. همۀ آن‌ها دارای یک مجلس قانون‌گذاری هستند و از نمایندگی تناسبی در سیستم‌های انتخاباتی خود استفاده می‌کنند.
همۀ آن‌ها از یک دولت رفاهی حمایت می‌کنند که شامل برنامه‌هایی برای افزایش استقلال فردی و ارتقای تحرک اجتماعی هستند.
۱- درصد بالایی از کارکنان در بخش دولتی هستند (به‌طور میانگین ۳۰ درصد)
1. مراقبت بهداشتی رایگان
2. اموزش متوسطه رایگان
3. یارانه‌های خاص (بیکاری، حق فرزند و …)

از سال ۲۰۱۰ این کشورهای همواره دارای بالاترین شاخص توسعۀ انسانی بودند و ۷ سال است که کشور فنلاند همواره منتخب بالاترین میزان شادی و رضایت از زندگی است.
مدل نوردیک توسط احزاب سوسیال‌دموکرات برنامه‌ریزی و نظارت و اجرا شده است. این‌ها بخش زیادی از خدماتی است که دولت رفاهی برای شهروندان‌شان ایجاد کرده است.
البته احزاب جناح راست و میانه هم تأثیراتی در این سامانۀ اقتصادی و سیاسی داشته‌اند، ولی پایه‌گذاری آن‌ها توسط احزاب سوسیال‌دموکرات بوده است و دست‌آوردهای آن‌ها در سیاست به حساب می‌آید. این سامانۀ اقتصادی پس از جنگ جهانی دوم طیف گسترده‌ای از حمایت سیاستمداران و مردم را به خود جلب کرد. طوری که حزب سوسیال‌دموکرات سوئد از ابتدای تأسیسش در سال ۱۹۱۰ تا حالا به جز ۳ سال همیشه در رتبۀ اول بیشترین آرای مردمی را داشته است. سوسیال‌دموکرات‌های دانمارک هم همین وضعیت را دارند و همیشه در رتبۀ اول قرار داشته و در ائتلاف بوده است. حزب کارگر نروژ همیشه در رتبۀ اول بوده و در صورتی که به رتبۀ دوم نزول کرده، دولت ائتلافی تشکیل داده است. در فنلاند هم همین‌طور است، اما در سال‌هایی در دست احزاب دست راستی بوده است، طوری که در حال حاضر ۲۰ سال است که حزب سوسیال‌دموکرات فنلاند نتوانسته به رتبۀ اول بیاید، ولی دو بار در قرن ۲۱ ام موفق به تشکیل دولت شده است (حدود ۹ سال از ۲۳ سال).
در ایسلند نفوذ احزاب لیبرال بیشتر از سوسیالیست است و آن‌ها که در بحث سیاست میانه و راست میانه به حساب می‌آیند توانسته‌اند دولت رفاهی را با سرمایه‌داری به سبک آمریکا تلفیق کرده و سیستمی نوین ایجاد نمایند. (این نکته حائز اهمیت است که نروژ و ایسلند عضو اتحادیۀ اروپا نیستند، ولی عضو شنگن هستند و البته مناطق خودمختار مثل آلاند، گرینلند و فارو که جزئی از اتحادیۀ نوردیک هستند، ولی جزئی از شنگن نیستند. ولی می‌توانند پاسپورت کشور اصلی شان را داشته باشند که امکان دسترسی به کشورهای شنگن را می‌دهد.)
```
name="Economist">
"The Nordic countries: The next supermodel"
 
اکونومیست
. 
 Retrieved 27 July 2013.</ref>
```

## برای مطالعهٔ بیشتر
- Bucken-Knapp, Gregg (2009). Defending the Swedish Model: Social democrats, trade unions, and labor migration policy reform. Lexington Books.
- Christiansen, Niels Finn et al. The Nordic Model of Welfare (2006)
- Hilson, Mary. The Nordic model: Scandinavia since 1945 (2008)
- Kenworthy, Lane. Social Democratic America.  انتشارات دانشگاه آکسفورد USA (2014). شابک ‎۰-۱۹-۹۳۲۲۵۱-۱
- Kvist, Jon, et al. Changing social equality: The Nordic welfare model in the 21st century (2011)
- Nik Brandal, Øivind Bratberg, Dag Einar Thorsen. The Nordic Model of Social Democracy (2013) Pallgrave MacMillan. ISBN 1-137-01326-5